# Junceira
Junceira ist ein Ort und eine ehemalige Gemeinde (Freguesia) im portugiesischen Kreis Tomar. Die Gemeinde hatte 889 Einwohner (Stand 30. Juni 2011).
Am 29. September 2013 wurden die Gemeinden Junceira und Serra zur neuen Gemeinde União das Freguesias de Serra e Junceira zusammengeschlossen.